# Tappahannock
Tappahannock es el pueblo más antiguo del condado de Essex, Virginia, Estados Unidos. La población era de 2.375 habitantes según el censo de 2010. Su población estimada, en 2019, es de 2.402 habitantes.
Situado sobre el río Rappahannock, Tappahannock es la sede del Condado de Essex. Su nombre proviene de la palabra en lengua algonquina lappihanne (también como Toppehannock), que significa "Ciudad de la subida y la caída de agua". 

## Geografía
Según el Oficina del Censo de Estados Unidos, la ciudad tiene una superficie total de 2,75 millas cuadradas (7.11 km ²), de los cuales 2,67 millas cuadradas (6,91 km ²) es tierra y 0,08 millas cuadradas (0,2 km²) es agua. 

## Demografía
Según el censo de 2000, había 2.068 personas, 857 hogares, y 495 familias que residían en la ciudad. La densidad de población fue 793,6 personas por milla cuadrada (305.9/km ²). Había 946 unidades de vivienda en una densidad media de 363.0/sq (139.9/km ²). La composición racial de la ciudad era 54,60% Blancos, 41,60% Negros, 0,10% Nativos Americanos , 2,50% Asiáticos, 0,10% a partir de otras razas, y 1,00% a partir de dos o más razas. Hispanos o Latinos de cualquier raza fueron el 0,40% de la población. 
Había 857 hogares de los cuales 27,8% tenían hijos menores de 18 años que viven con ellos, 36,6% fueron matrimonios que viven juntos, 18,0% había una mujer de familia sin marido presente, y 42,2% no eran familias. 35,8% de todas las familias se componían de varias personas y el 14,4% había alguien que viven solas que fue de 65 años de edad o más. El tamaño medio del hogar es 2,23 y el promedio de tamaño de la familia fue de 2.91. 
En la ciudad la población se extendió a cabo con el 22,4% menores de 18 años, el 8,5% de 18 a 24, 27,0% de 25 a 44, el 20,7% de 45 a 64, y el 21,4% que fueron 65 años de edad o más. La media de edad fue 39 años. Por cada 100 mujeres existen 78,1 hombres. Por cada 100 mujeres mayores de 18 años, había 73,6 hombres. 
La media de los ingresos de un hogar en la ciudad fue de $ 33.688, y la renta mediana para una familia era de $ 41.579. Los hombres tenían un ingreso medio de $ 28,409 versus $ 20.431 para las mujeres. El renta per cápita para la ciudad fue de $ 17.862. Sobre el 10,6% de las familias y el 14,5% de la población estaban por debajo del línea de pobreza, incluyendo el 26,6% de los menores de 18 años y el 6,7% de los 65 años de edad o más. 

## Lugares
- El Tappahannock-Aeropuerto del Condado de Essex se encuentra aproximadamente a 4 millas fuera de Tappahannock y fue inaugurado en 2007. Antes de la apertura del nuevo aeropuerto, el viejo Tappahannock Municipal Airport se encontraba dentro de límites de la ciudad.

- Lowery, restaurante especializado en mariscos, que permanece abierto desde 1938.

- Tappahannock está situado a orillas del río Rappahannock. La gente que viaja en EE. UU. Carretera 360 en el noreste de la cruz a través de la Rappahannock Thomas Downing Puente.

- En la ciudad se encuentra San Margaret's School, una escuela privada.

## Residentes notables
- Chris Brown - Grammy nominado premio de R & B, compositor, bailarín y actor.